# American Eagle (goélette)
Pour les articles homonymes, voir American Eagle.
L’American Eagle est une goélette construite en 1930 dans le Massachusetts, aux États-Unis.
Il sert actuellement de voilier-charter, basé à Rockland et fait partie de la flotte de la Maine Windjammer Association.
Il est répertorié en tant que National Historic Landmarkdepuis 1992.

## Histoire
Cette goélette a été construite à Gloucester et lancée en 1930 sous le nom d’Andrew & Rosalie. C'était la dernière d'une tradition de près de 300 ans de schooners de pêche.
C'est en 1941, lors d'un rachat, qu'elle prend le nom d’American Eagle.
Après 50 ans dans le commerce de pêche, en 1983, elle est restaurée et rétablie dans sa ligne première. Elle devient un voilier-charter pour des croisières de passagers le long de la côte du Maine et pour des voyages internationaux.